# 涼森Chisato
，日本的女性声優。

## 人物
从1998年开始担任声优工作，活动主要以日本成人游戏为中心。初期主要为Visual Art's系等大阪的游戏公司作品配音，现在配音作品已经拓展到了很多游戏公司的作品。她配音的角色很广泛，有少女、熟女、動物等，有七色之音的美称。但她本人最喜欢的还是为少年配音。也有很多在同一作品中一人饰演两个角色的情况。

## 出演作品
※主角以粗体表示

### OVA
- CONCERTO（三石 シオン）

### 游戏
1998年
1999年
- （（2个角色））
- （（2个角色））
- （（3个角色））

2000年
- （（3个角色））
- （（2个角色））
- （（2个角色））
- （（2个角色））

2001年
- （（2个角色））
- （（2个角色））
- （（4个角色））
- 戀愛CHU!，SAGA PLANETS （月島 野花）

2002年
- （（2个角色））
- （（4个角色））

2003年
- （2个角色））
- （2个角色））
- （2个角色））

2004年
- （3个角色））
- SNOW PC全语音版，Studio Mebius （橘 芽依子）
- （2个角色））

2005年
- （2个角色））
- （2个角色））
- 智代After ～It's a Wonderful Life～，Key  （鷹文，河南子（2个角色））

2006年
- （2个角色））
- （2个角色））
- （2个角色））

2007年
2008年
- Little Busters! EX，Key （三枝 葉留佳，二木 佳奈多（2个角色））

2009年
- Flyable Heart，UNiSONSHIFT: Blossom （白鷺 茉百合）

2010年
- 曉之護衛，AKABEiSOFT2 （桜坂 絆）
- ，SAGA PLANETS （富良峰 英子）
- 君之余影静静摇曳，UNiSONSHIFT: Blossom （白鷺茉百合）
- Kud Wafter，Key （二木 佳奈多）

2011年
- 紫苑的血族，catwalk （ノウェム）[3]
- 隙間櫻花與謊言都市，Propeller （夕陽）[4]
- ，WHITESOFT （七枷式子）
- Flyable CandyHeart，UNiSONSHIFT: Blossom （白鷺 茉百合，猫）
- [[戀愛家庭教師露露美|[5]

2012年
- （桑島 羽鳥）[6]
- Exodus，WHITESOFT  （七枷 式子）[7]
- [11]
- 初雪櫻（小坂井晃）

2013年
- ，WHITESOFT （御櫻枢）[12]
- 、 I.D.（櫻川 花）
- ，mana（朝霧深羽）

发售日未定
- （天橋 愛良）

### CD
- mignon （2006年12月29日发售，以和Rita的组合名义）
- doll〜歌姫〜vol.4祭（参加了混合专辑中的两曲）
- macoron （2007年12月29日C73先行发售、2008年1月25日一般发售，以和Rita的组合名义）
- murmur （2009年8月14日C76先行发售、2009年9月18日一般发售，以和Rita的组合名义）